# Alcoolisme chez les Amérindiens
 (mai 2014).
- Si vous ne connaissez pas le sujet, laissez ce bandeau (vous pouvez alors contacter les auteurs).
- Si vous supprimez le contenu mis en cause (vous pouvez préalablement contacter les auteurs),

argumentez précisément cette suppression dans la page de discussion
(un manque de référence n'est pas un argument ; une recherche réelle de référence doit avoir été effectuée, être formellement documentée).
Dès le début du commerce des fourrures et la traite de l'eau-de-vie au XVIIe siècle, l'alcool apportait comme un fléau dans les communautés autochtones d'Amérique. Trois cents ans plus tard, certains professionnels de la santé identifient l’abus d’alcool comme étant le premier facteur de problèmes sociaux qui engendre la violence, le bris des structures familiales et de décès prématurés.

## Les débuts
Au premier temps de la colonie de la Nouvelle-France au XVIIe siècle, les Français  utilisaient l’alcool en tant qu’objet d’échange pour faire du troc avec les Amérindiens afin de se procurer de la fourrure. Il existe plusieurs hypothèses quant à cette propension de chercher un état de complète ébriété chez les Amérindiens.  Selon certains chercheurs, l’alcool pouvait procurer aux Amérindiens une nouvelle sensation physique et pouvait faciliter l’expérience très valorisée du rêve. D’autres chercheurs déclarent que les Amérindiens pouvaient voir l’eau-de-vie comme « une boisson aux effets médicinaux »

## L’assimilation  après 1760
Dans la Proclamation royale de 1763, la Couronne britannique affirmait sa responsabilité de protection à l’égard des autochtones ou « nations ou tribus sauvages qui sont en relation avec nous » selon les termes employés par le roi. Cependant, la protection des Autochtones visait davantage la protection de leur territoire, sans considération à l'égard de la prévention ou de la protection de l'intégrité des personnes, tel que le prescrivaient les valeurs de l'époque. La Loi sur les Indiens votée en 1876 est en réalité une déformation de cette responsabilité de protection. Les Amérindiens deviennent sous la tutelle du gouvernement fédéral.  Il s’agit d’une politique d’assimilation par émancipation.
Progressivement jusqu’en 1820 les Amérindiens participent à la guerre et font le commerce des fourrures avec les Britanniques-Canadiens. Le commerce de fourrure connait un déclin et les Britanniques n’ayant plus besoin des Autochtones pour la guerre, ils ont cependant besoin des territoires appartenant aux Amérindiens. Pour avoir accès aux biens des Amérindiens, les autorités gouvernementales préconisent la sédentarisation et l’assimilation des Amérindiens au mode de vie blanc. Cette assimilation amène la création des premières réserves amérindiennes, des milieux de vie qui devient un environnement propice au développement de problématiques de consommation d’alcool dans les communautés au XXe siècle.          

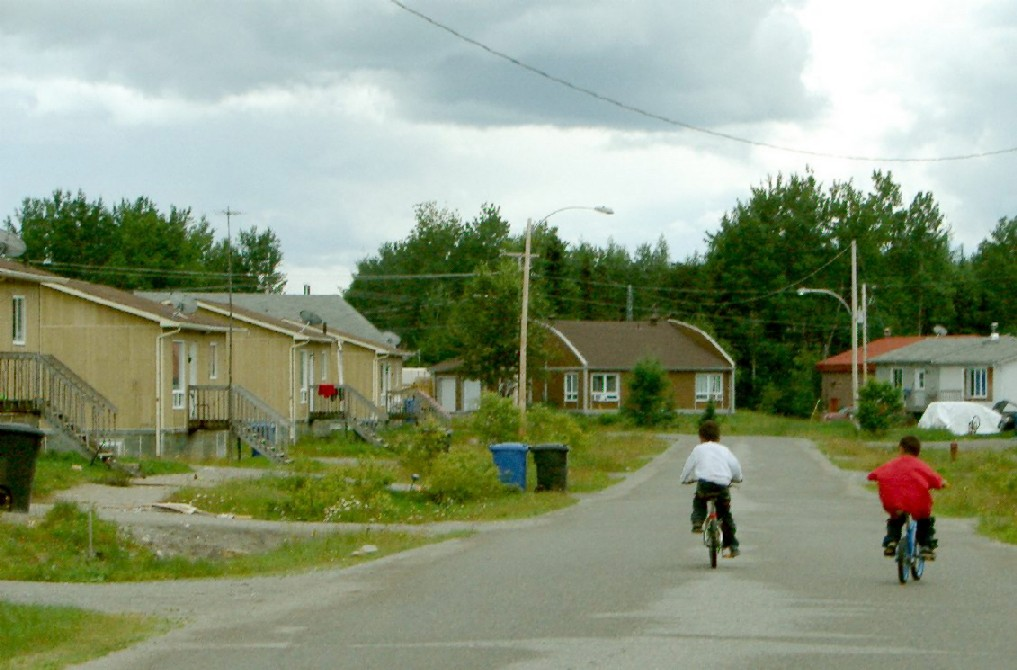
Lac-Simon réserve amérindienne

## Arrivée des pensionnats
La Loi sur les Indiens modifiée en 1920 indiquait que tous les enfants autochtones du Canada devaient fréquenter une institution scolaire. En 1930, on enlève aux parents indiens la responsabilité de l’éducation de leurs enfants : « Ces quelques modifications donnent le contrôle au Ministère des affaires indiennes et retirent aux parents indiens la responsabilité du soin et de l’éducation de leurs enfants. On considère à l'époque que les meilleurs intérêts des enfants indiens sont promus et pleinement protégés. » L’arrivée des pensionnats en 1950 obligea les enfants amérindiens à fréquenter ces institutions au moins 10 mois par année. L’arrivée de ces pensionnats eut de graves répercussions sur le mode de vie des Amérindiens. Le but des pensionnats était l’évangélisation et l’assimilation progressive des peuples autochtones par les valeurs de la culture européenne.

## Répercussions

### Répercussions sur les enfants amérindiens
Les enfants autochtones doivent donc se rendre dans les pensionnats. Même s'ils reçoivent une éducation de niveau primaire et secondaire, certains enfants subirent des agressions physiques, psychologiques et parfois sexuelles, qui laisseront des séquelles bien au-delà de la période de fréquentation des pensionnats. En effet, certains enfants qui ont subi ces sévices dans les pensionnats plongent dans l’alcool pour oublier leur mal-être et vivent leurs diverses formes de détresse. De plus, les pensionnats ont créé une rupture entre la génération amérindienne vieillissante en raison de la séparation physique, et du court délai permis par les vacances estivales pour renouer avec leurs parents. Les enfants ont du mal à se reconnaître dans le modèle social de leurs parents. Hésitant à demander de l'aide, les Amérindiens se mettent à consommer, alcool ou drogue, pour fuir leur honte et leur malheur.

### Répercussions sur les parents amérindiens
Dans les années 1950, la fréquentation scolaire devint obligatoire au Québec. Les parents autochtones doivent donc s’adapter à leur nouveau mode de vie qui est difficilement conciliable avec leur mode de vie traditionnel. Il est difficile pour eux de vivre avec des horaires fixes qu’il faut respecter puisque chez les Amérindiens, les « horaires » sont considérés par les temps les plus opportuns pour la chasse et la pêche, c'est-à-dire que lorsque le gibier est de passage (que ce soit à n’importe quel temps de l’année) les Amérindiens priorisent la chasse aux temps passé en famille ou autre. Cette adaptation engendre donc un malaise social chez certains Amérindiens. Les parents restaient aux abords des écoles, donc ils ne pratiquaient plus la chasse et la pêche comme ils le faisaient avant. Les Autochtones vivent dans les réserves, dont certaines, aux abords des villes. Les Autochtones se cherchent donc en tant qu’humains, ils se cherchent dans leur « nouveau monde » et doivent faire face à de nombreux changements. Ces changements sont très difficiles à vivre pour eux. Selon certains chercheurs, les parents se trouvant près des villes donc près des bars et des hôtels se réfugièrent dans la boisson pour fuir leur malaise et l’adaptation à ce « nouveau monde ».

### Médiagraphie
- Diane Baillargeon (1992) : L’organisation des données historiques sur le commerce des fourrures au Lac Abitibi dans un contexte de démarche éducative et didactique, Rouyn-Noranda, UQAT. 161 p.
- Rapport annuel 1921, du ministère des Affaires indiennes, cité dans Goodwill et Sluman, 1984 :134, notre traduction.
- Pierre Lepage (2009) : Mythes et réalités sur les peuples autochtones, commission des Droits de la personne et des droits de la jeunesse, Qc
- Marie-Pierre Bousquet, « La production d’un réseau de sur-parenté : histoire de l’alcool et désintoxication chez les Algonquins », Drogues, santé et société, vol. 4, no 1,‎ 2005, p. 129-173 (lire en ligne)
- Marc Perreault, « Alcool et Amérindiens : au-delà des stéréotypes », Drogues, santé et société, vol. 4, no 1,‎ 2005 (lire en ligne)
- (en) Joy Leland, Firewater myths : North American Indian drinking and alcohol addiction, New Brunswick, Rutgers Center of Alcohol Studies, 1976, 158 p. (ISBN 0-911290-43-5, OCLC 394087859)
- (en) Peter C. Mancall, Deadly Medicine : Indians and Alcohol in Early America, Ithaca, Cornell University Press, 1995, 268 p. (ISBN 0-8014-2762-2, OCLC 31900162, lire en ligne)
- (en) Beatrice Medicine, Drinking and Sobriety Among the Lakota Sioux, Lanham, Altamira Press, 2007, 155 p. (ISBN 978-0-7591-0570-6, OCLC 70062979, lire en ligne)
- (en) Richard W. Thatcher, Fighting firewater fictions : moving beyond the disease model of alcoholism in first nations, Toronto, University of Toronto Press, 2004 (ISBN 978-0-8020-8647-1, OCLC 485595344, lire en ligne)